# Metoda CRISPR/Cas
Metoda CRISPR/Cas (ang. Clustered Regularly-Interspaced Short Palindromic Repeats, pol. zgrupowane, regularnie rozproszone, krótkie, powtarzające się sekwencje palindromiczne) – metoda inżynierii genetycznej, pozwalająca na manipulacje genomem danego organizmu, a także mechanizm immunologiczny bakterii, na podstawie którego powstała owa metoda.

## Historia odkrycia
W 1987 roku japoński naukowiec Yoshizumi Ishino odkrył, że bakterie Escherichia coli posiadają w swoim materiale genetycznym, w ściśle określonym miejscu, kilka powtarzających się sekwencji. Ich funkcję odkryły w 2005 roku trzy niezależnie pracujące zespoły. Okazało się, że jest to genotyp bakteriofagów, co sugerowało, że odkryto jeden z mechanizmów obrony immunologicznej u bakterii.
W 2012 roku Jennifer Doudna i Emmanuelle Charpentier ze współpracownikami opublikowały badania wykazujące, że CRISPR-Cas9 można programować za pomocą RNA tak, by modyfikowało DNA. Stało się to jednym z najważniejszych odkryć w historii genetyki. W 2020 roku Doudna i Charpentier otrzymały za swoje odkrycie Nagrodę Nobla w dziedzinie chemii.

## Mechanizm immunologiczny CRISPR
W organizmie bakterii odcinki CRISPR są krótkimi odcinkami DNA występującymi po kilka i oddzielonymi od siebie innymi odcinkami. Podczas transkrypcji cały odcinek DNA (z odcinkami CRISPR i z tymi pomiędzy) jest przekształcany w matrycowe RNA (mRNA). Potem w obróbce potranskrypcyjnej mRNA jest dzielone na krótsze odcinki crRNA (CRISPR RNA), również zawierające odcinek CRISPR, jak i te bez niego. Następnie następuje przyłączenie odcinka tractRNA (transactive CRISPR RNA). Te dwa odcinki tworzą wspólnie guide RNA (gRNA), który jest sygnaturą (wzorcem) wirusa używanym w mechanizmach obronnych komórki.
System CRISPR działa podobnie jak ludzkie mechanizmy immunologiczne (nabyte). Pozwala bakteriom, które przeżyły atak wirusa, uodpornić się na niego, aby w przypadku kolejnego ataku zareagować szybciej i bardziej wydajnie.
Do prawidłowego mechanizmu potrzebne są gRNA, zawierające wzorzec wirusa, oraz enzym z grupy Cas, zdolny do cięcia materiału genetycznego wirusa. W wyniku porównania gRNA  z materiałem wirusa, oraz jego bardzo precyzyjnym pocięciu przez enzym, wirus przestaje stanowić zagrożenie. Pozostałe odcinki wirusowego materiału genetycznego są wbudowywane w genom gospodarza w specjalnie przygotowane kasetony.

## CRISPR jako metoda inżynierii genetycznej
W przypadku metody CRISPR możliwe jest dokonywanie bardzo precyzyjnej edycji genomu docelowej komórki. Jest to poza tym metoda stosunkowo tania, wydajna i prosta w wykonaniu. Jedyne, co jest wymagane przy dokonywaniu transformacji genetycznej, to odpowiednie gRNA oraz zadbanie o dostępność enzymu Cas (najczęściej Cas9) w komórce docelowej.
Warunki, jakie musi spełniać zaprojektowane gRNA, to początkowa sekwencja 5'-NGG-3', która jest wykrywana przez enzymy Cas, wspomagająca sekwencja na przeciwległej nici, antysensowna do sgRNA. Spełnienie tych dwóch warunków zapewnia wysoką specyficzność i wydajność dokonywanej transformacji.

## Wyniki badań i modyfikacji przy użyciu metody CRISPR/Cas9
W 2013 roku grupa naukowców z USA udowodniła, że można za pomocą metody CRISPR wyłączyć u myszy jednocześnie 5 różnych genów z wydajnością ok. 80%. W tym samym roku niezależnie pracujące zespoły badawcze doniosły o udanych modyfikacjach roślin, ze szczególnym uwzględnieniem roślin uprawnych.
W połowie 2015 roku naukowcy z Wielkiej Brytanii, Francji i Włoch przeprowadzili udaną modyfikację genetyczną komarów w taki sposób, aby uzyskać w bezpłodność u samic. Badania miały za cel stworzenie narzędzia do walki z malarią, co doprowadziłoby do znacznego ograniczenia populacji gatunku komarów będących wektorem dla zarodźców malarycznych i mogłoby znacznie obniżyć zachorowalność na nią, lub nawet doprowadzić do jej eradykacji.
Także w 2015 roku doszło, przy pomocy metody CRISPR, do udanej modyfikacji ludzkich komórek pierwotnych.
Na początku 2016 roku grupa naukowców z Chin jako pierwsza podjęła się użycia metody CRISPR na ludzkich embrionach, jako element leczenia złośliwego raka płuc. Głównym celem było zwiększenie zdolności komórek układu autoimmunologicznego do samodzielnej eliminacji szkodliwego nowotworu. Jednak na początku 2017 roku amerykańscy naukowcy zapowiedzieli dokonanie u siebie pierwszych prób klinicznych, po tym jak Chińczycy ogłosili, że stan pacjenta po podaniu zmodyfikowanych komórek poprawia się.
W styczniu 2017 grupa naukowców z USA, Chin i Francji przy użyciu metody CRISPR/Cas9 otrzymała bakterie (w tym przypadku E. coli), które miały wszczepiony materiał genetyczny od początku do końca zaprojektowany przez naukowców – a nie przeniesiony z innego organizmu, w którym występuje.
W czerwcu 2018 naukowcy z Uniwersytetu Kalifornijskiego w Berkeley opublikowali pracę wykorzystującą metodę CRISPR/Cas9 do leczenia osób z zespołem łamliwego chromosomu X. Wykorzystali oni jony złota jako nośnik dla enzymu tnącego DNA i przetransportowali go do mózgu. Jego celem była edycja genów dla receptora neuroprzekaźnika i zmniejszenie dzięki temu zachowań charakterystycznych dla tego zespołu.
W listopadzie 2018 media poinformowały o narodzinach pierwszych bliźniąt z genami zmodyfikowanymi dzięki wykorzystaniu metody CRISPR/Cas9. Jak ogłosił wówczas autor eksperymentu, prof. He Jiankui, biofizyk z Południowego Uniwersytetu Nauki i Techniki w Shenzhen (Chiny), modyfikacja miała polegać na usunięciu genu CCR5 u embrionów uzyskanych dzięki zapłodnieniu in vitro, by uodpornić je na zakażenie wirusem HIV. W kontrowersyjnym eksperymencie miało wziąć udział 8 par ochotników; w każdej z nich kobieta była zdrowa, a mężczyzna był nosicielem HIV. Eksperyment spotkał się z krytyką środowiska medycznego, a od badań naukowca odcięła się chińska uczelnia, na której jest zatrudniony. Na dokonanie eksperymentu nie ma jednak dowodów naukowych; projekt badawczy był ściśle tajny, nie ujawniono także danych jego uczestników.